# Saint-Gervais-en-Vallière
Saint-Gervais-en-Vallière este o comună în departamentul Saône-et-Loire, Franța. În 2009 avea o populație de 403 de locuitori.

## Evoluția populației
| An        | 1975 | 1982 | 1990 | 1999 | 2006 | 2009 |
| --------- | ---- | ---- | ---- | ---- | ---- | ---- |
| Populație | 242  | 258  | 269  | 305  | 356  | 403  |